# São João (galeão 1551)
O São João foi um galeão grande português que naufragou ao largo da costa sul-africana(perto de Port Edward) a 24 de Junho de 1552. Foi terminada a sua construção em 1550 e nesse mesmo ano ingressou numa esquadra da Carreira das Índias comandada pelo Capitão-Mor Dom Afonso de Noronha.
O galeão foi inicialmente comandado pelo filho de Vasco da Gama, Dom Álvaro de Attaíde da Gama e posteriormente comandada por Manoel de Sousa Sepúlveda depois de atracar em Cochim a 26 de dezembro de 1551.Com o naufrágio morreram 120 dos 620 passageiros(220 tripulantes e passageiros e 300 escravos) e subsequentemente morreram mais 475 na Terra do Natal, atual África do Sul.
Foi nesta embarcação que se deu a história famosa de Manuel de Sousa Sepúlveda da História Trágico Marítima.

## História
Depois da sua construção nos estaleiros navais da Ribeira das Naus em Lisboa em 1550, nesse mesmo ano é lhe designado o capitão Dom Álvaro de Attaide da Gama e é criada uma esquadra da Carreira das Índias, comandada por Dom Affonso de Noronha, também Vice-Rei das Índia.
Depois da criação da esquadra, que consistia em 4 naus e 1 galeão grande capitaneadas respetivamente por Dom Affonso de Noronha, Dom Diogo de Noronha, Dom Jorge de Menezes e Dom Álvaro Attaide da Gama(capitão do S.João), partiram de Lisboa, respetivamente a 1,2 e 18 de Maio de 1550(S.João).
Depois da passagem do Cabo da Boa Esperança, o galeão grande São João chega a Pegú, onde Álvaro da Gama juntamente com os oficiais do navio julgam ser os Ilhéus Queimados a 16º de latitude, acima de Goa.
Chega a Cochim a 26 de Dezembro de 1551 onde desembarca Dom Álvaro de Attaide da Gama e alguns oficiais  do navio designados para a nova Administração das províncias da Índia, para irem para a Nau São Pedro com destino a Goa. A partir deste ponto passa a ser D. Manuel Souza Sepúlveda o capitão do galeão.
Carrega o galeão em Coulão com especiarias até 4500 quintais.
O Galeão fica em Cochim de 26 de dezembro de 1550 a 3 de fevereiro de 1552 para carregar o galeão com especiarias, porcelana chinesa e outras mercadorias no valor de 7500 unidades de quintal adicionais saindo de Cochim com 12000 quintais de carga.
Partem a 3 de fevereiro de Cochim com destino a Lisboa.
A bordo partiram de Cochim Manoel de Souza Sepúlveda, a mulher Lianor de Sá e os filhos juntamente com os fidalgos Pantaleão de Sá, Tristão de Souza, Diogo Mendes Dourado de Setúbal e Amador de Souza.
O galeão partiu completamente carregado de Cochim e os seus mastros e velas estavam bastante velhos e degradados(o que se aponta como principal causa do naufrágio).
A 13 de março avistou-se a Costa do Cabo a 32º de latitude Sul. As velas apresentavam-se extremamente danificadas.  

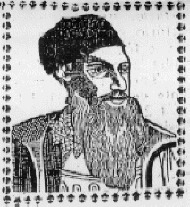
Manoel de Sousa Sepúlveda circa 1540

O piloto da embarcação, André Vaz contornava o Cabo pelo Cabo das Agulhas longe da costa, no entanto, Manuel de Souza Sepúlveda ordenou-lhe que viajasse perto da costa pela Terra do Natal. A partir daí, o vento foi favorável até ao Cabo das Agulhas. A 11 de abril de 1552, chega ao Cabo da Boa Esperança com vento Noroeste-Sudeste e nesse dia,perto do cair da noite,por volta das 20h00, há uma mudança brusca e muito forte de vento no sentido Oeste-Oeste noroeste.
Com a mudança violenta do vento, Manoel Sepúlveda pretendeu arribar na costa devido ao galeão ser muito comprido e grande. As velas do principais foram todas danificadas e tiveram de ser deitadas fora. As únicas funcionais seriam agora as das vergas e estavam rotas e estragadas.
Durante a tempestade, o galeão embate em rochedos, destruindo assim parcialmente o leme e danificando o casco. O Mestre da embarcação Cristóvão Fernandes da Cunha, o Curto omite esta informação do comandante de modo a impedir o pânico total a bordo dizendo só ao piloto André Vaz.
Depois da tempestade, as velas da verga foram todas parcialmente ou completamente danificadas o que leva o comandante Sepúlveda a reparar as velas com tecidos de roupas e outros madeira do navio para reparação possível do leme. O mastro do traquete, que estava a abrir o galeão e a levá-lo ao fundo, foi ,por isso, cortado.

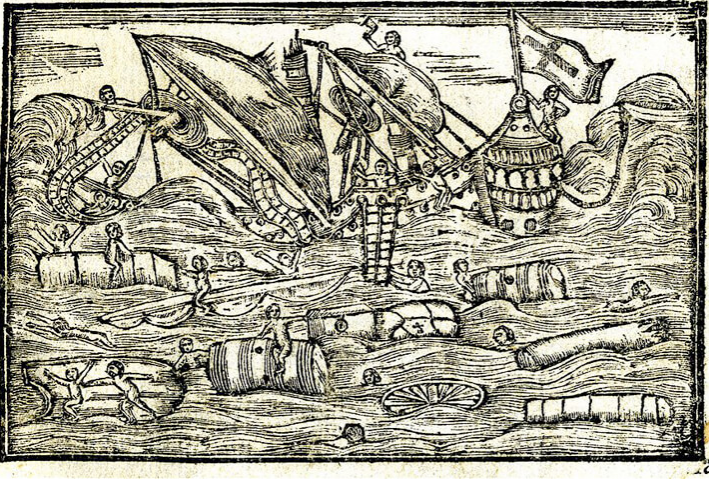
Representação do naufrágio do Galeão Grande S.João(1552) - in História Trágico Marítima(1735)

A viagem prossegue até 8 de Junho de 1552 onde ocorre uma nova tempestade bastante violenta. Com as falhas já evidenciadas no galeão, este começa a meter água. Sepúlveda ordena por isso,no momento de caos, que se descesse uma mânchua à procura de local para arribar o galeão. Durante as próximas horas, 3 mânchuas afundam e toda a tripulação nelas morre afogada.
O galeão acaba, no entanto, por atracar com sucesso na região atual de Port Edward onde acaba por naufragar dia 24 de junho matando 120 passageiros e consequentemente mais 455 por fome,doença, ataques das populações locais ou animais selvagens.
É uma das maiores tragédias marítimas da história Naval Portuguesa e uma tragédia muito icónica, tendo sido representada em "Os Lusíadas" de Luís Vaz de Camões em 1572 e na História Trágico-Marítima de 1735 e tendo cativado o imaginário coletivo português .

## Destroços
Os destroços do galeão São João podem ser encontrados perto de Port Edward's na zona de KwaZulu-Natal, atual África do Sul nas coordenadas: LAT: 31º44S  LON: 23º59E
Moradores da região alegam que em alturas de tempestade mais intensas, porções de porcelana ainda alcançam a costa.

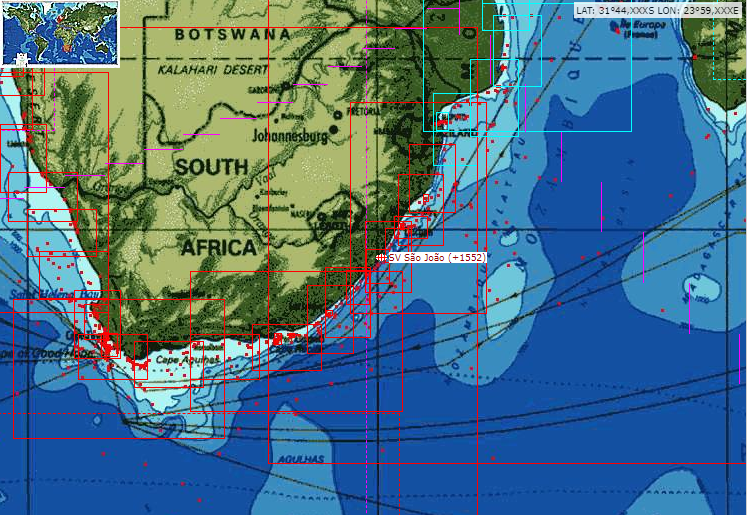
Destroços do Galeão São João na região de KwaZulu-Natal. Coordenadas: LAT- 31º44,XXXXS LON: 23º59,XXXE

## Tripulação
| Posto            | Nome                                 |
| ---------------- | ------------------------------------ |
| Capitão          | Manoel De Souza Sepúlveda            |
| Mestre           | Cristóvão Fernandes da Cunha,o Curto |
| Oficial de navio | Pantaleão de Sá                      |
| Oficial de navio | Diogo Mendes Dourado de Setúbal      |
| Oficial de navio | Amador de Sousa                      |
| Piloto           | André Diaz                           |